# Enterocele
Un enterocele es un tipo de hernia de las asas intestinales dentro del fondo del saco de Douglas, que protruye dentro de la vagina o el recto. También se la conoce como hernia interrectovaginal o hernia douglascele.
Se caracteriza por ser una hernia del peritoneo del fondo de saco de Douglas y el contenido intestinal (colon sigmoide o intestino delgado), a través del espacio entre el recto y la vagina.
Clínica: sensación de urgencia defecatoria, defecación obstruida, discinesia
- Datos: Q5380222
- Multimedia: Enterocele / Q5380222